# На скорости
«На скорости» — российский фильм 2020 года режиссёра Павла Игнатова.

## Сюжет
17-летний Артём из Москвы за то, что взял без спроса и разбил на дрифте отцовскую машину, отправлен на лето к деду в Ростов. Его дед — Егор Матвеевич — в прошлом звезда советского автоспорта, ныне обучает юных гонщиков на картодроме. Здесь Артём найдёт новых друзей и встретит свою первую любовь Таню, но за девушку своей мечты ему придётся побороться на нелегальных гонках стритрейсинга со своим соперником, местным мажором. Любовь к машине как и любовь к девушке: забота и умение водить важнее понтов — и старенький «Москвич» обгонит американский спорткар.

## В ролях
- Денис Нурулин — Артём
- Владимир Стеклов — Егор Матвеевич
- Кирилл Каганович — Денис
- Таша Цветкова — Таня
- Евгений Овчинников — Михаил
- Веста Буркот — Ирина
- Екатерина Скрыпник — подруга
- Сергей Баринов — продавец

## Съёмки
Фильм снимался под рабочим названием «Эй, Москвич!», съёмки велись Ростове-на-Дону и загородом на частном картодроме LEMAR в поселке Овощной, для съёмок были приобретены автомобили «Москвич-412» и «Форд Мустанг», а также несколько картов, но в целом фильм снят за обычный невысокий бюджет, на две камеры, с минимумом компьютерной графики.

## Показ
Премьера прошла в Москве в кинотеатре «Космос» 19 февраля 2021 года, выйдя на широкие экраны 25 февраля 2021 года был в прокате лишь одну неделю, в 89 кинотеатрах, занимал 38-ю строчку кинопроката России, его посмотрели 4 054 зрителей, кассовые сборы составили 262 611 рублей.

## Критика
Кинокритик «Киноафиша» оценил фильм как слабый, назвал «не особо напрягающей комедией», отметив, что Владимир Стеклов играет убедительно, но его герой раскрывается лишь в последнем акте, а актёры играющие роли школьников, явно старше заявленного возраста, за счёт чего правдоподобие их отношений теряется.

## Фестивали
- XXX фестиваль кино «Киношок» — фильм участвовал среди семи фильмов Конкурсной программы «Киномалышок», был отмечен призом «За лучшую работу режиссёра»[6]
- XXIX Международный детский кинофестиваль «Алые паруса Артека», Крым — Приз Большого детского жюри в номинации «Самый увлекательный фильм»
- V кинофестиваль «Детский КиноМай» — «Приз за лучшую взрослую актерскую работу» (Владимир Стеклов).
- XXIX фестиваль «Окно в Европу» — участник программы «Кино для детей и юношества».

## Рецензии
- Пётр Волошин — «На скорости»: Рецензия Киноафиши // Киноафиша, 25 февраля 2021